# Moser

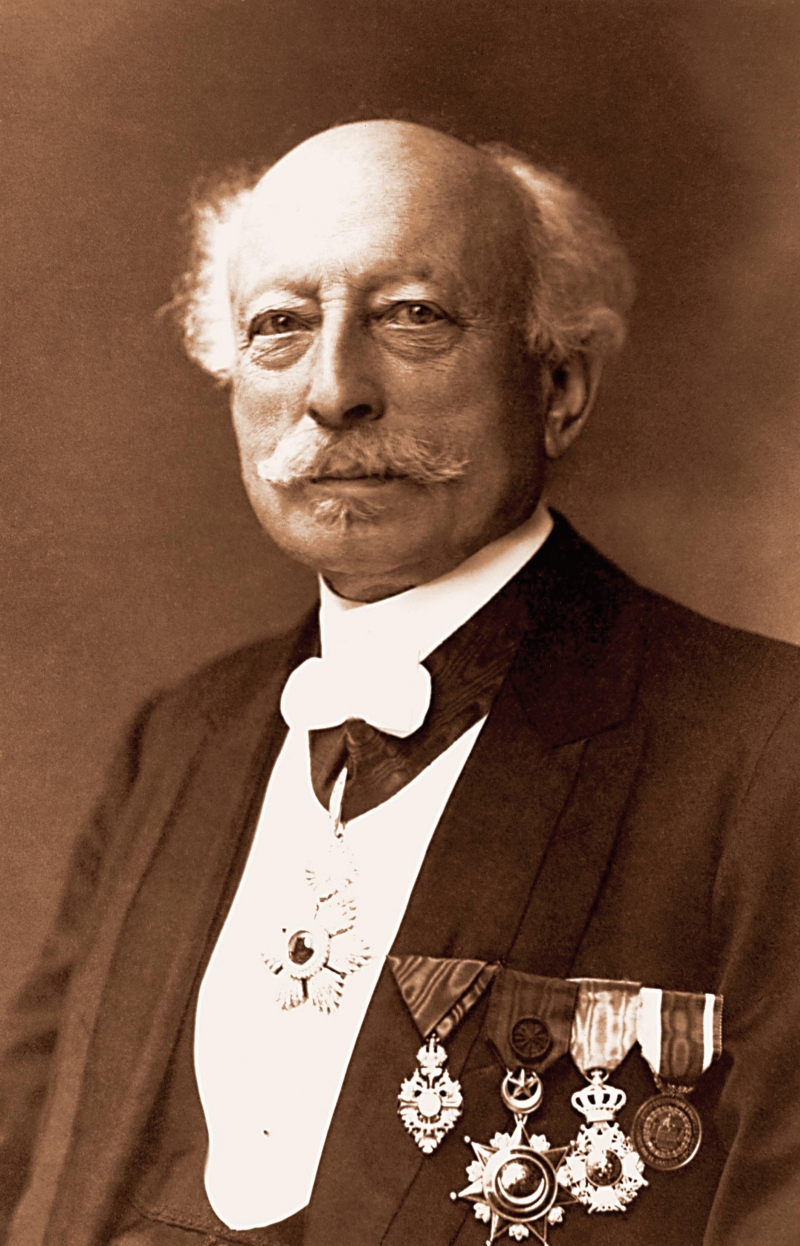
Ludwig Moser, zakladatel sklárny

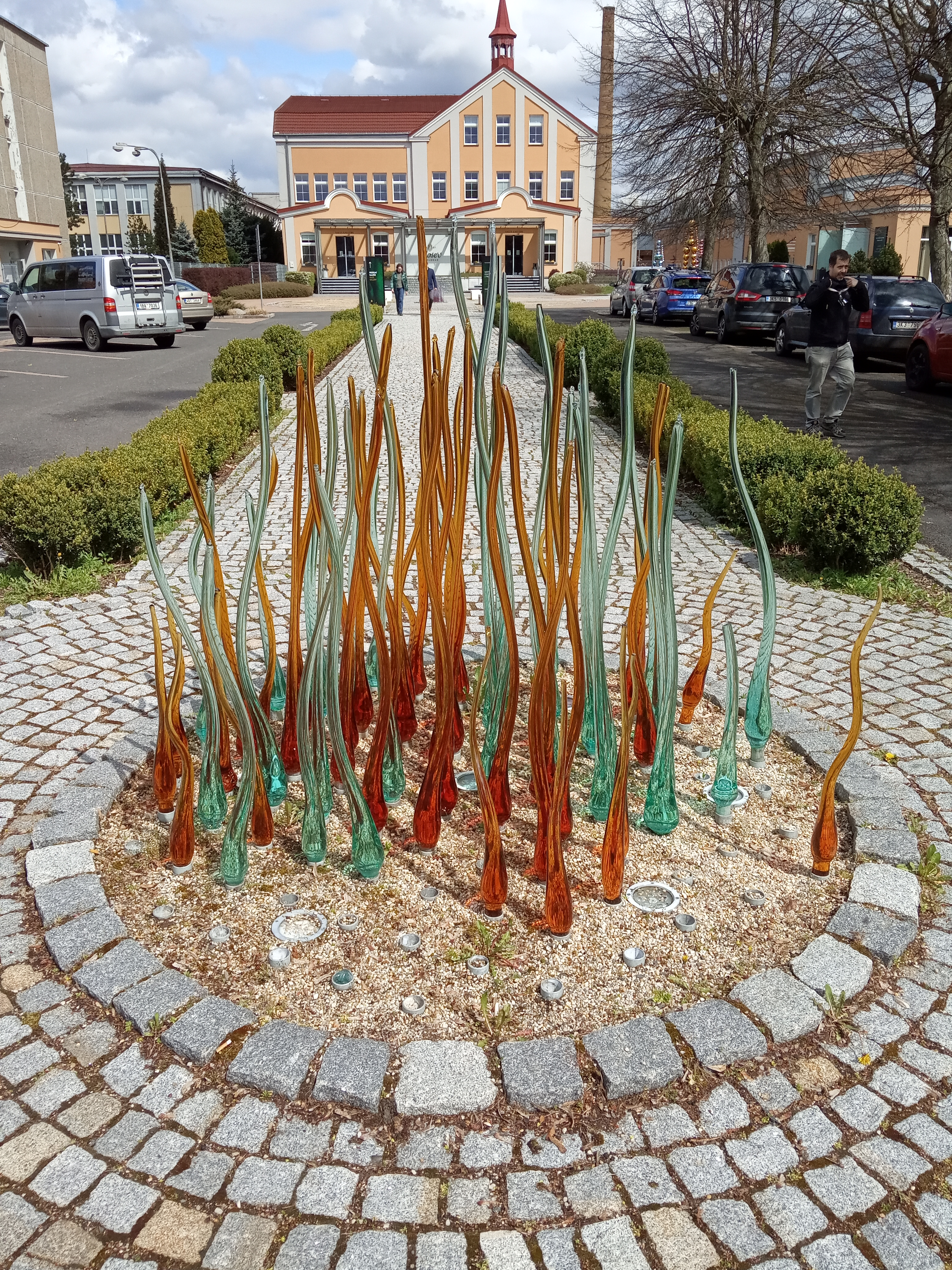
Sklárna Moser v Karlových Varech

Moser a.s. je česká firma zabývající se produkcí bezolovnatého křišťálu, nápojové soubory vyrábí barevné i křišťálové. Byla založena jako pokračovatel státní firmy Sklárna Moser v roce 1991. Sklárna Moser je členem Comité Colbert, společenství, které si klade za cíl udržet a rozvíjet tradiční rukodělnou výrobu luxusních výrobků. Sídlem sklárny Moser jsou Karlovy Vary. Je považovaná za nejluxusnější českou značku  a také jednu z nejznámějších světových značek luxusního křisťálu. Do dnešního dne je vše od Moseru vyrobeno ručně bez pomoci strojů. 

## Historie firmy
Manufakturu Moser založil v roce 1857 v Karlových Varech rytec a obchodník Ludwig Moser. V roce 1873 na Mezinárodní Výstavě ve Vídni byl oceněn medailí za zásluhy, díky které se později stejného roku stal dvorním dodavatelem Františka Josefa I. V následujících letech Ludwig Moser vyhrával mnoho dalších cen a medailí jako na Mezinárodní výstavě v Paříži v roce 1879, 1889 a 1900 a na Světové výstavě v Chicagu v roce 1893. Moser převzal vedení sklářské hutě ve Dvorech (dnes součást Karlových Varů) v roce 1893 a vytvořil plnohodnotné sklářské hutě, které zaměstnávaly 400 lidí, a které nadále byly známé jako Sklárny Ludwig Moser a synové, kde pracovali i jeho synové Gustav a  Rudolf.
V roce 1904 dostal Moser nabídku na dodání skla pro rakouský panovnický dvůr a 4 roky na to se stal osobním dodavatelem skla pro britského krále Eduarda II. 
Po smrti Ludwiga v roce 1916, nastoupil do vedení jeho syn Leo Moser, který společnost rozšířil. V roce 1925 sklárna vyhrála na Mezinárodní výstavě moderní uměleckoprůmyslové výroby v Paříži. V tomto období vznikaly dekorační techniky, které jsou dodnes charakteristickými znaky moserovské produkce. Typickými atributy se stalo broušení na hrany, zdobení oroplastickým, tj. leptaným a zlaceným dekorem a využívání jedinečných moserovských barev. Z tohoto období pocházejí nápojové soupravy Splendid, Copenhagen, Paula či Royal. 
Velká hospodářská krize si vybrala daň také na společnosti Moser, která byla nucena snížit počet zaměstnanců na 240, a v roce 1932 Leo Moser odstoupil z vedení. Později, v roce 1938 byly podíly společnosti rozprodány. Po podepsání Mnichovské dohody v roce 1938 a následném obsazení Karlových Varů nacisty musel Moser kvůli svému původu odejít do zahraničí. Po roce 1948, v době vlády komunistů v Československu, byl Moser díky svému mezinárodnímu věhlasu schopen získat alespoň trochu nezávislosti v době, kdy byly všechny ostatní sklářské společnosti znárodněny (Crystalex).

## Sklo králů, papežů a prezidentů
Slogan Moser - sklo králů vzniklo v roce 1880, kdy ředitel Rakouského muzea užitého umění/současného umění Rudolf Eitelberger vystavil certifikát o dokonalosti skla Ludwiga Mosera. Jeho kvalitu potvrdila také medaile z Vídeňské světové výstavy z roku 1873. V tomto roce se Moser stal oficiálním dodavatelem skla pro Vídeňský císařský dvůr Františka Josefa I. Od roku 1901 pro perského šáha Mozaffara ad-Dína a od roku 1908 pro anglického krále Edwarda VII. Později také pro papeže Pia XI., tureckého sultána Abdulhamida II. a portugalského krále Ludvíka I. a jeho manželku Marii Savojskou. V té době měl Moser již prodejní kancelář v New Yorku, Londýně, Paříži a Petrohradu.
V roce 1947 československý prezident Edvard Beneš daroval budoucí anglické královně Alžbětě II. set Splendid s monogramy jako svatební dar pro ni a jejího manžela prince Filipa. V roce 2007, v den diamantového výročí královny, byly do sady přidány další šálky a mísa, které královně předal český prezident Václav Klaus během audience v Buckinghamském paláci. V roce 2004 byla sada Splendid darována také na královskou svatbu v Kodani.

## Produkty
Sklárna Moser se zaměřuje výhradně na výrobu křišťálu bez příměsí olova. Práce s touto sklovinou je náročná, ale bezolovnatý křišťál vyniká vysokým leskem, jiskřivostí a zejména tvrdostí, která umožňuje detailní broušení a rytí. Sklárna pracuje s tenkostěnným i silnostěnným sklem, ovládá techniky jemného zlacení, platinování a další zušlechťovací postupy. Výzvou pro designéry je rovněž možnost pracovat s charakteristicky průzračnými moserovskými sklovinami v barvách polodrahokamů, které vynikají svou krásou a v kombinacích vytvářejí nevšední optické efekty. Křišťál Moser je používán ve významných domech a palácích panovníků, státníků a vlád.[zdroj?]

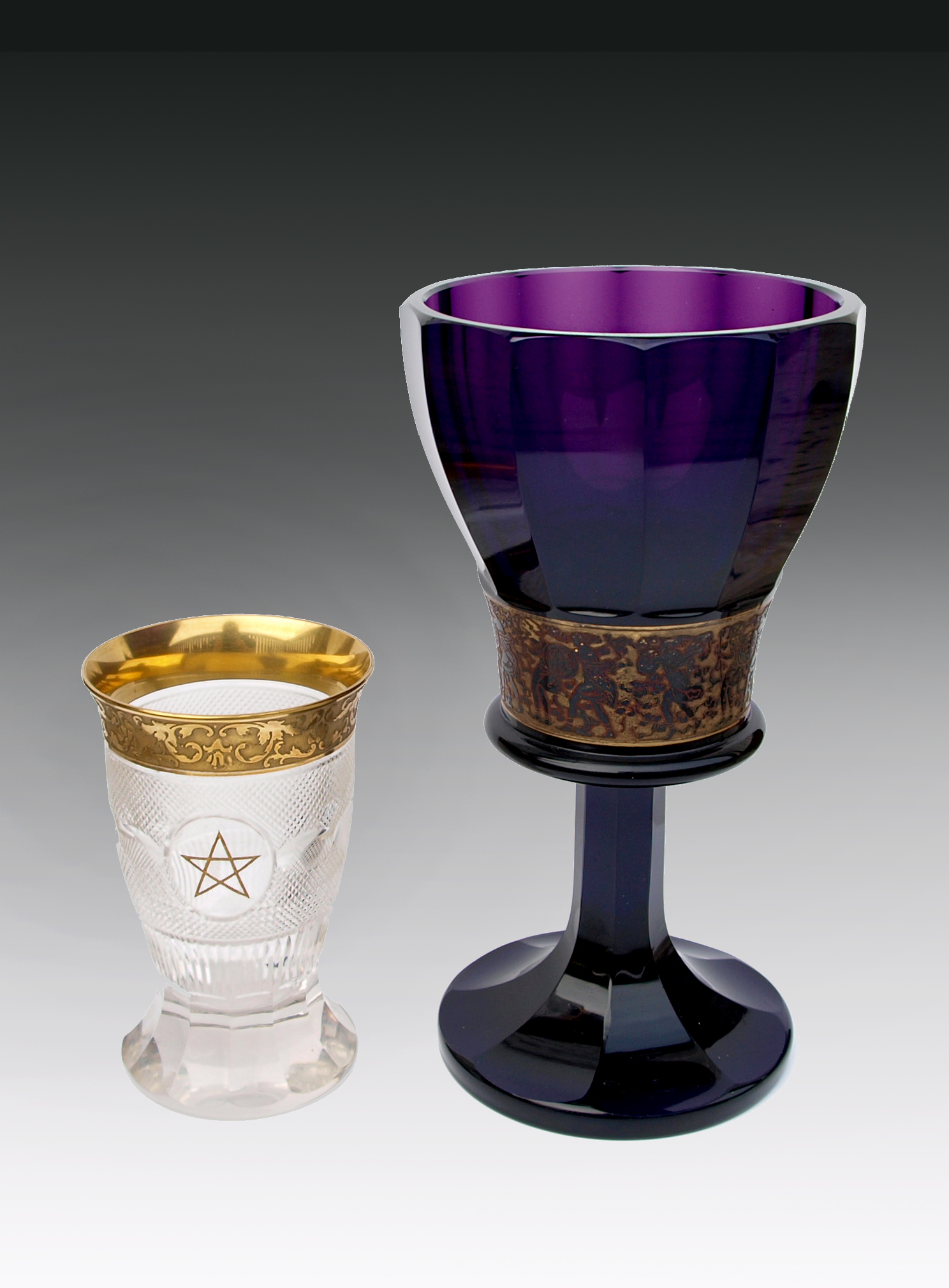
Sklenice Moser

## Spolupráce s výtvarníky

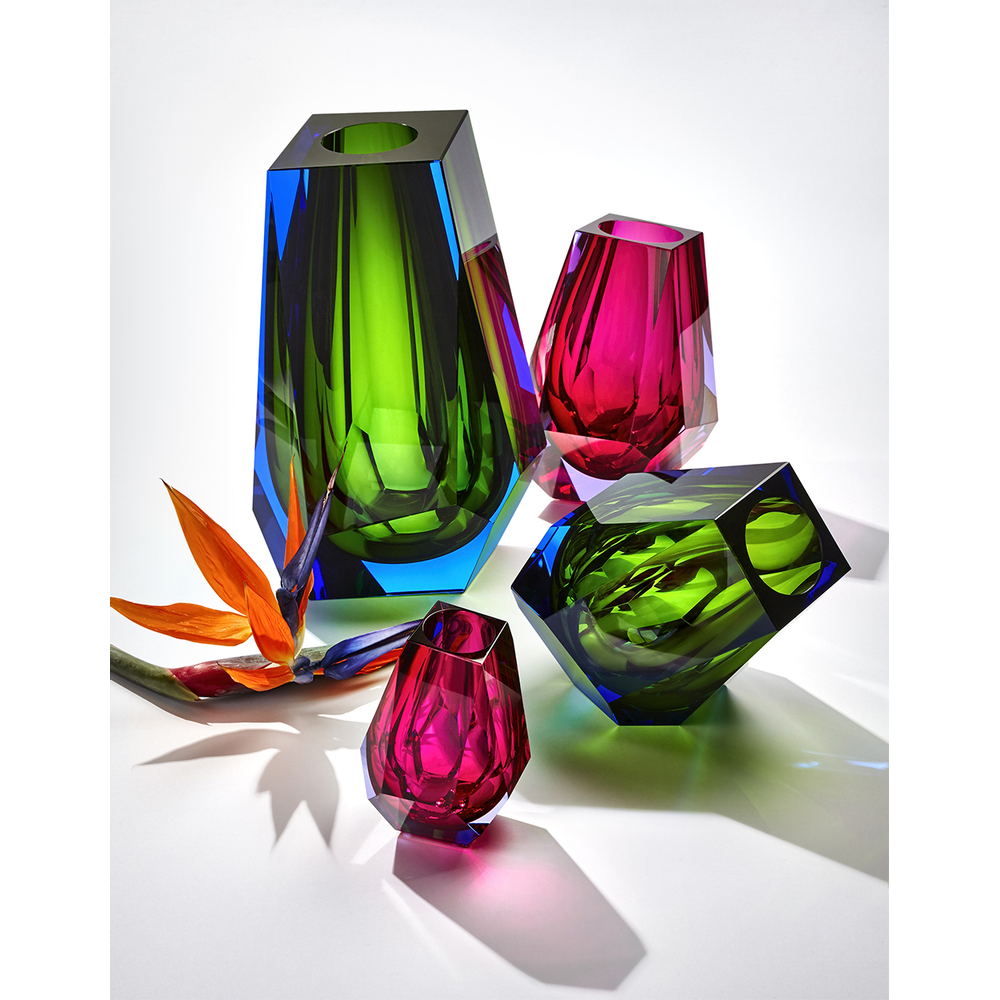
Váza Hruška od Lukáše Jabůrka

Výrobní program sklárny Moser obsahuje desítky let nepřetržitě žádané, luxusní nápojové soubory a dekorativní sklo, dále pak nové kolekce vytvářené jak na základě návrhů současných sklářských výtvarníků, tak i podle nejzdařilejších historických vzorů sklárny. Pro náročné klienty sklárna vytváří ateliérové práce na zakázku. Ve svém vývojovém studiu se sklárna věnuje zejména soudobému designu. Své návrhy ve sklárně realizuje celá řada významných výtvarníků: Lukáš Jabůrek, Vladimír Jelínek, René Roubíček, Jan Čtvrtník, Jiří Šuhájek, Jiří Bečvář, Rony Plesl, David Suchopárek, Ingrid Račková, studio Olgoj Chorchoj, v době před válkou např. Ludvika Smrčková a Jan Štursa, krátce po válce Věra Lišková, Jan Kotík, Stanislav Libenský, František Vízner, Ivana Houserová a mnohé další osobnosti uměleckého světa.

## Současnost
Sklárna Moser je akciovou společností s přibližně 63 zaměstnanci. Společnost má v Česku čtyři prodejní galerie, dvě v Praze a dvě v Karlových Varech. V roce 2021 byl otevřen nový obchod v karlovarském Grandhotelu Pupp. Prostřednictvím zástupců jsou výrobky Moser prezentovány takřka po celém světě. Mezi klíčové zahraniční trhy patří Rusko, USA, Japonsko, Tchaj-wan a Spojené království. Moser pravidelně inovuje svůj sortiment s ohledem na měnící se vkus a potřeby mladší generace zákazníků, tradiční historické jádro portfolia však zůstává zachováno. Nové kolekce sklárna pravidelně prezentuje na veletrzích ve Frankfurtu, Miláně nebo na přehlídce designu Maison & Objet v Paříži.